# 埃韦尔特·努涅斯
埃韦尔特·努涅斯（西班牙語：Hébert Núñez，1956年6月7日—），乌拉圭男子篮球运动员。他曾代表乌拉圭获得1984年夏季奥运会男子篮球比赛第六名。他也曾参加1982年世界篮球锦标赛。